# Till Charlier
Till Charlier (* 22. September 1982 in Trier) ist ein deutsch-französischer Illustrator und Zeichner. Er arbeitet für Jugendzeitschriften und Kinderbuchautoren in Deutschland, Luxemburg, Belgien und Frankreich.

## Werdegang
Nach seinen Abschlüssen an der École de l'Image in Épinal und der École Européenne des Arts Décoratifs de Strasbourg in Straßburg begann Charlier als freiberuflicher Illustrator. Sein Stil zeichnet sich durch eine Kombination aus traditionellen und digitalen Techniken aus, die seinen Arbeiten eine besondere Tiefe und Ausdruckskraft verleihen.
Charlier hat für verschiedene Verlage gearbeitet, und seine Illustrationen wurden in Büchern, Zeitschriften und Magazinen veröffentlicht. 2009 erhielt er den Preis „Jeunes talents“ der Académie des Sciences, Lettres et Arts d'Alsace. Seine Illustrationen für Grasset-Jeunesse, insbesondere für „La Boulangerie de la rue des dimanches“ von Alexis Galmot, wurden für ihre Originalität, Poesie und Fantasie gelobt. Er hat u. a. auch die „Sept farces pour écoliers“ und „Huit farces pour collégiens“ von Pierre Gripari illustriert und Albumcover für verschiedene Bands sowie an einem Projekt für Arte mitgewirkt.
Mit seinem Blick für Details, seinem humoristischen Ansatz und seiner Fähigkeit, Emotionen durch seine Kunst sensibel zum Ausdruck zu bringen, hat sich Till Charlier als einer der aufstrebenden Illustratoren etabliert.